# 卢华
卢华（西班牙語：Lujua）是西班牙巴斯克自治区比斯开省的一个市镇。总面积15平方公里，总人口2199人（2001年），人口密度147人/平方公里。